# Tricotillomania
La tricotillomania (dal greco θρίξ, thrìx - 'capello', τίλλω, tìllō - 'strappare' e μανία, manìa - 'mania, ossessione'), anche nota come TTM, tricomania o disturbo da strappamento di peli, è un disturbo psicologico caratterizzato da un persistente e irrefrenabile bisogno di strapparsi capelli e/o peli di qualsiasi altra area del corpo, per ragioni non estetiche. Il termine è stato coniato nel 1889 dal dermatologo francese François Henri Hallopeau, che usò la parola per descrivere una condizione esibita da un suo giovane paziente che si era strappato ciocche di capelli.

## Disturbo ossessivo compulsivo
La tricotillomania è stata riconosciuta come disturbo dall'American Psychiatric Association nel 1987 e viene catalogata nel DSM-5 come disturbo mentale e comportamentale. Viene considerata come una variante specifica del Disturbo Ossessivo-Compulsivo (DOC) sulla base della ripetitività e della natura compulsiva dello strapparsi i capelli e per il fatto che lo strappo è generalmente ritualizzato e limitato a luoghi, giorni e momenti ben precisi e specifici per il singolo individuo.

## Tipologie di strappo
Nei soggetti che presentano questa condizione psicologica, il bisogno di strappare è sempre associato a un aumento di tensione interiore che si attenua solo attraverso l'atto dello strappo stesso.
Si possono individuare due differenti tipologie di strappo:
- focused hair pulling, se il soggetto ricorre intenzionalmente allo strappo per gestire situazioni di stress. In molti casi lo stress è generato proprio dal tentativo di controllare il bisogno di tirarsi i capelli.
- automatic hair pulling, se il soggetto si ritrova involontariamente a strapparsi i capelli in situazioni di noia o relax (per esempio guardando la TV o leggendo un libro)[4]

Queste due modalità di strappo non si escludono a vicenda. Molte persone le hanno entrambe: spesso si inizia da un focused pulling che poi, col tempo, può trasformarsi in un automatic pulling.

## Sintomatologia
Strappo ripetitivo di peli
Il continuo toccarsi, tirasi e strapparsi i capelli è uno dei sintomi più evidenti della tricotillomania. Alcuni individui lo fanno con maggior frequenza rispetto ad altri, ma tutti coloro che soffrono di TTM ricorrono al gesto compulsivo ripetutamente e per un tempo considerevole ogni giorno (solitamente non meno di 2-3 ore). Più spesso i tricotillomani si strappano i capelli (75%), la barba, le ciglia (53%) o le sopracciglia (42%), ma in certi casi anche i peli del pube (17%), delle ascelle, del naso o delle gambe.
Un altro elemento significativo è il fatto che spesso i pazienti provino continuamente a ridurre o eliminare il gesto, ma non riescano a controllarsi in alcun modo.
Aumento della sensazione di tensione prima dello strappo
Nel caso del focused hair pulling, il gesto dello strappo è utilizzato intenzionalmente in risposta a emozioni negative come frustrazione, affaticamento, solitudine, noia, tensione, ansia o stress.
Molti pazienti descrivono una tensione che aumenta tanto più quanto più loro tentano di resistere all'istinto di strapparsi i capelli e che non sparisce finché non vi cedono.
Piacere durante e dopo lo strappo
Tutti gli individui affetti da tricotillomania provano una sensazione di piacere, sollievo o soddisfazione dopo essersi strappati i capelli, in particolar modo nel caso del focused hair pulling. Il gesto di tirare i capelli viene quindi associato a una sensazione positiva immediata, il che rende ancor più difficile fermarsi per il paziente.
Anche se nell'immediato il tricotillomane prova piacere attraverso lo strappare, vive una sensazione di vergogna e disagio per via dei danni estetici visibili e della sua incapacità di dominarsi.
Questo comportamento presenta numerose analogie con l'atteggiamento delle persone autolesioniste.
Perdita di capelli significativa
La perdita di capelli dovuta alla tricotillomania tende a non essere omogenea, ma ad apparire più concentrata in specifiche aree, dove i capelli possono risultare di meno, più corti, oppure non esserci del tutto (alopecia).
Alcuni tricotillomani però, nell'intento di ridurre al minimo i danni visibili del disturbo, si impongono di strappare cambiando costantemente area. Anche nel caso in cui l'individuo strappi i peli delle sopracciglia o delle ciglia, queste possono sparire parzialmente o del tutto.
Comportamenti orali
Non tutti gli individui affetti da tricotillomania manifestano sintomi orali, ma molti sentono il bisogno anche di mordere, masticare o mangiare i propri peli. Alcuni semplicemente mordono le punte o spezzano il fusto coi denti, senza ingoiare alcunché. Altri invece ingeriscono completamente i capelli o, in certi casi, solo i bulbi piliferi.
La tricofagia può creare danni serissimi al paziente, dal momento che i capelli non possono essere digeriti dall'apparato umano e vanno a ostruire il tratto digestivo.

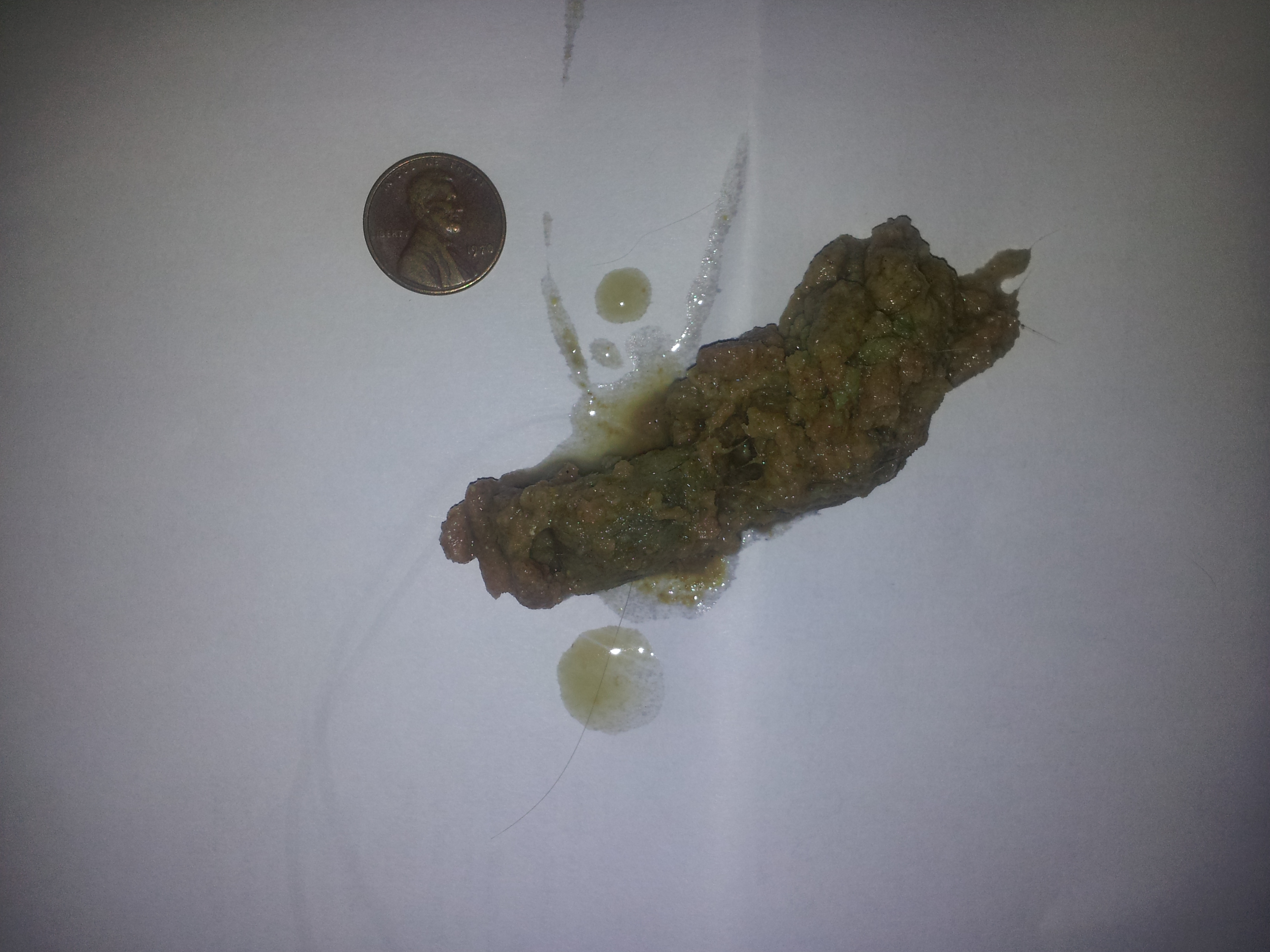
Tricobezoario

Se il paziente ingerisce una quantità significativa di capelli per lunghi periodi di tempo, può arrivare a formarsi una matassa chiamata tricobezoario. Lentamente, nel corso degli anni, questa palla di peli può portare a grave perdita di peso, vomito, problemi digestivi e ostruzioni intestinali. Il tricobezoario, se non viene diagnosticato in tempo e non viene trattato correttamente, può essere mortale.
Infine, questi comportamenti orali spesso coesistono con altri gesti ossessivi, quali il giocare con le ciocche appena strappate o strofinarsele sul viso e sulle labbra.

Preferenze per alcuni tipi di peli e rituali associati allo strappo
Alcuni tricotillomani si soffermano ad esaminare i capelli strappati. Certi osservano la forma, la dimensione, il bulbo, il colore o lo spessore, altri li dispongono in ordine su una superficie seguendo criteri soggettivi.
Disagio e problemi significativi nelle situazioni sociali
La maggior parte delle persone strappa i peli in privato e cerca di nascondere questo comportamento, poiché se ne vergogna. Il tricotillomane prova tipicamente disagio in situazioni di interazione sociale, sia per via del gesto in sé che per via delle conseguenze estetiche. Ciò porta l'individuo ad evitare il più possibile situazioni pubbliche e a chiudersi sempre più in se stesso.

## Cause

### Altri disturbi psicologici
Quando due o più disturbi psicologici coesistono, si dicono comorbili. La tricotillomania tende a presentarsi in comorbilità: poiché molti disturbi mentali, tra cui gli OCD e i problemi d'ansia e depressione, hanno simili cause anatomiche, fisiologiche e psicologico-sociali, il fatto di avere una patologia di questo tipo aumenta le possibilità che se ne presentino anche altre. La tricotillomania è strettamente collegata in particolare ai disturbi ossessivo compulsivi, ed è infatti particolarmente frequente in individui che hanno o hanno avuto un disturbo alimentare(anoressia nervosa, bulimia nervosa, disturbo da alimentazione incontrollata), il disturbo da dismorfismo corporeo e la dermatillomania (conosciuta anche come skin picking disorder). Molte persone che soffrono di tricotillomania si mangiano anche le unghie o si masticano le labbra.

### Genetica
Numerosi studi hanno messo in evidenza come la tricotillomania tenda a ripresentarsi all'interno di una stessa famiglia: individui che hanno genitori o fratelli tricotillomani hanno una maggior tendenza a sviluppare il disturbo.
Uno studio condotto dai ricercatori dell'Università di Duke ha preso in esame 44 nuclei familiari in cui almeno un membro soffriva di tricotillomania; i ricercatori si sono concentrati sull'analizzare eventuali mutazioni del gene SLITKR1, dal momento che questo gene era già stato trovato responsabile della sindrome di Tourette (un altro disturbo collegato all'incapacità di controllare gli impulsi). Questi studi hanno mostrato che due mutazioni del gene SLITRK1 erano presenti solo nel patrimonio genetico degli individui tricotillomani della famiglia e non negli altri. Tuttavia, la sola presenza della mutazione genetica incide nell'aumentare il rischio individuale di essere affetti dalla patologia, ma non è sufficiente a garantire che il soggetto sia tricotillomane. Le condizioni psicologiche dell'individuo e vari fattori ambientali giocano un ruolo altrettanto fondamentale: una persona con la mutazione genetica potrebbe non soffrire mai di tricotillomania, nonostante abbia una maggior predisposizione. Allo stesso modo, un individuo che non presenta il gene modificato può comunque essere affetto da tricotillomania.
Il ricercatore Stephan Züchner, del Duke Center for Human Genetics, ha osservato che solo una piccola percentuale (circa il 5%) dei casi di tricotillomania è riconducibile alla mutazione genetica di cui sopra, aggiungendo però che le recenti scoperte potrebbero comunque aiutare a capire meglio questa patologia.
Potrebbe essere coinvolto nella TTM anche il gene HOXB8. Studi condotti su topi dai genetisti Greer e Mario Capecchi hanno portato alla luce come una mutazione di questo gene possa portare a un grooming eccessivo, che ha come conseguenza aree senza peli e lesioni cutanee. I due studiosi sostengono ci possa essere un collegamento tra questo comportamento e quello dei tricotillomani.

### Stress
Lo stress può essere sia positivo che negativo per l'individuo. Gli psicologi fanno riferimento allo stress negativo definendolo distress. Si parla di distress quando le reazioni dell'individuo alla causa scatenante sono l'evitamento o la paura. Sintomi fisici possono essere il cattivo umore e l'accelerazione del battito cardiaco.
Il distress è strettamente collegato all'insorgere della tricotillomania. Innanzi tutto, il disturbo spesso nasce in seguito a fattori esterni che risultano traumatici per l'individuo. Inoltre, spesso è proprio il tentativo di resistere al bisogno di strappare peli che genera distress nel soggetto tricotillomane, il quale, per alleviare la tensione creata da questi pensieri, ricorre al gesto compulsivo.

### Anomalie cerebrali funzionali o strutturali
Molti psicologi e scienziati ritengono che possano essere anomalie cerebrali funzionali e strutturali a determinare l'insorgere della tricotillomania.
Recenti studi hanno messo in evidenza come siano in particolare anomalie della corteccia frontale, del nucleo caudale e del talamo ad incrementare l'incidenza della patologia, dal momento che queste aree sono preposte al controllo e alla soppressione di pensieri involontari ed ossessivi.
Poiché si tratta però di un ambito di studi molto recente, le informazioni disponibili in materia sono poche: non è ancora esattamente certo quali siano le specifiche aree dell'encefalo coinvolte, né tanto meno è chiaro il meccanismo attraverso cui queste anomalie genererebbero la tricotillomania.

### Squilibrio nei composti chimici cerebrali
I neuroni interagiscono tra loro e con le altre cellule attraverso l'uso di segnali elettrochimici. Quindi uno sbilanciamento quantitativo dei costituenti chimici nel cervello può alterare il normale equilibrio psicologico dell'individuo. In particolare, è stato teorizzato che gli individui affetti da tricotillomania abbiano un livello inferiore, rispetto allo standard, di serotonina, ormone responsabile della felicità e del buonumore. Questa teoria si basa sul fatto che i pazienti affetti da tricotillomania tendono a reagire bene a inibitori selettivi del re-uptake di serotonina: i sintomi della patologia spariscono, ma solo finché l'individuo è sottoposto alla cura.
Anche dei livelli di dopamina alterati possono svolgere un ruolo chiave nell'insorgere della tricotillomania.
Inoltre, a sostegno della teoria che squilibri ormonali siano responsabili del disturbo, c'e il fatto che tendenzialmente l'OCD si presenta in momenti della vita in cui la persona è soggetta a sbalzi ormonali.

### Tricodinia
In alcuni casi, la tricodinia, disturbo che si manifesta con persistente dolore al cuoio capelluto, può costituire la causa scatenante della tricotillomania: il paziente si strappa i capelli per alleviare il fastidio.

## Conseguenze

### Danni al capello e all'epidermide

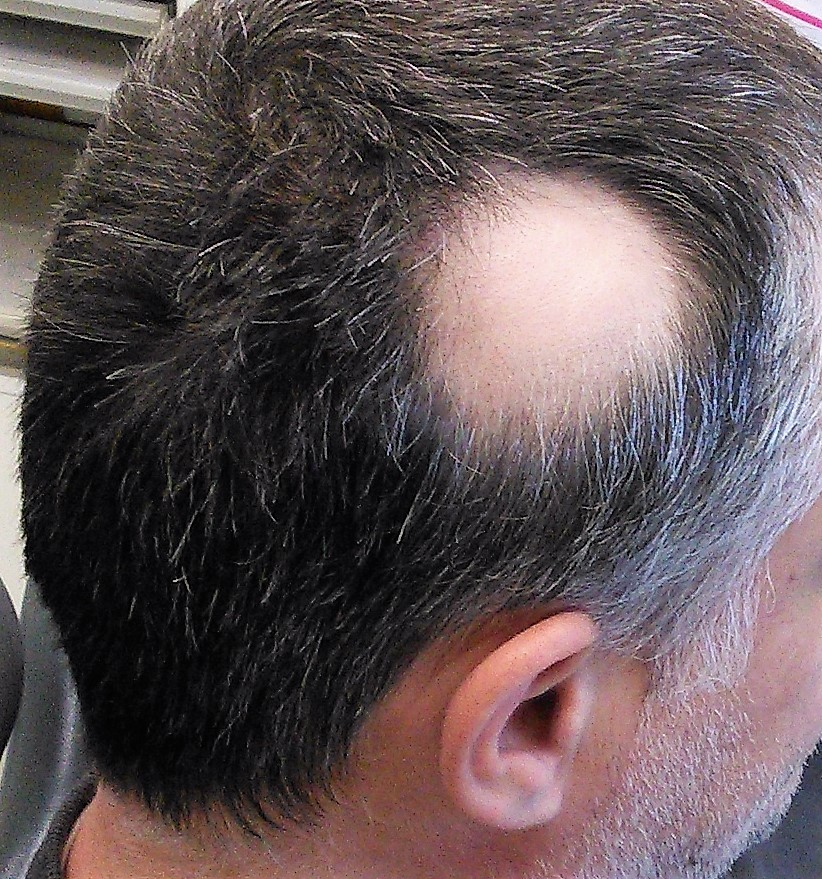
Alopecia

La conseguenza diretta più evidente e comune della tricotillomania sono aree di alopecia di estensione e diffusione variabile; in alcuni casi queste sono limitate al cuoio capelluto, in altri casi coinvolgono anche sopracciglia, ciglia, barba e più raramente ascelle, gambe e zona pubica. Inoltre, se protratta per lunghi periodi di tempo, la tricotillomania può rendere i bulbi piliferi atrofici, col rischio che la funzionalità del follicolo venga irreversibilmente danneggiata.
Strappare e tirare continuamente i capelli, inoltre, può recare danni alla cute, come escoriazioni, dermatiti o infezioni.

## Epidemiologia
La tricotillomania interessa circa il 3-4% della popolazione.
Questo disturbo si presenta più comunemente nei bambini tra i 2 e i 6 anni e nei pre-adolescenti, soprattutto in concomitanza con la pubertà (9-13 anni). In alcuni casi, in bambini e pre-adolescenti, la patologia può manifestarsi solo per un periodo di tempo limitato, e poi sparire da sé. A volte in età infantile i bambini possono strappare peli da animali, bambole o altri materiali come vestiti e coperte.
La patologia interessa però anche gli adulti, in particolare le donne: in alcuni casi si protrae a partire dell'adolescenza per tutta la vita, in altri insorge in seguito a un evento stressante o traumatico in età adulta. La tricotillomania negli adulti è più difficile da curare, dal momento che non regredisce né sparisce senza una specifica terapia, poiché spesso è correlata ad altri disturbi psicologici.

## Terapie
Nonostante le ricerche condotte sulla tricotillomania siano ancora limitate, esistono trattamenti che aiutano a ridurre o arrestare del tutto il gesto ossessivo compulsivo.

### Psicoterapia
La psicoterapia per la tricotillomania è spesso di tipo cognitivo e comportamentale, come per gli altri OCD, e prevede un lavoro sulle cause che stanno alla base del disturbo e sulla riduzione dei comportamenti compulsivi.
Dev'essere però un intervento specifico per il problema in questione e non generico per i disturbi ossessivo compulsivi.
Tra le possibili terapie ci sono:
- Habit reversal training (HRT, allenamento dell'abitudine inversa). L’HRT si basa sul principio che il sintomo comportamentale della tricotillomania sia una risposta condizionata a specifiche situazioni, di cui il soggetto non è pienamente consapevole. La terapia si svolge in due fasi: la prima in cui viene insegnato al paziente a riconoscere le situazioni in cui è più probabile che sentirà il bisogno di strappare; una seconda in cui il tricotillomane impara a cambiare la sua risposta comportamentale a tali situazioni (per esempio, toccandosi l'orecchio o giocando con un antistress).[3]
- Acceptance and commitment therapy (ACT). Spesso viene utilizzata in affiancamento all'HRT.[4] Il principale obiettivo dell’ACT è quello di portare il paziente ad accettare tutte le proprie situazioni emotive interne, anche quelle negative. Secondo l’ACT, infatti, la maggior parte della sofferenza del paziente tricotillomane è legata al tentativo di arginare e eliminare pensieri negativi ed intrusivi.[3]
- Dialectical Behavior Therapy (DBT). Spesso viene utilizzata in affiancamento all'HRT.[4] La DBT combina tecniche standard cognitivo comportamentali e tecniche di reality-testing con i concetti di consapevolezza mentale e accettazione del distress, tipici delle pratiche meditative buddhiste.

### Terapia farmacologica

Naltrexone

Non ci sono farmaci specifici che vengono utilizzati per la tricotillomania, ma quelli per il trattamento dei disturbi ossessivi-compulsivi possono essere efficaci per la cura dei casi più gravi. In particolare, vengono utilizzati inibitori selettivi del re-uptake di serotonina (SSRI), la clomipramina (antidepressivo triciclico) e il naltrexone (antagonista dei ricettori oppiacei). Questi farmaci permettono di ridurre l'ansia, la depressione, lo stress e alcuni sintomi compulsivi legati alla tricotillomania. Non tutti gli esperti sono però concordi sull'opportunità di utilizzare una terapia farmacologica per la cura del disturbo.